# Lucillos
Lucillos es un municipio y localidad española de la provincia de Toledo, en la comunidad autónoma de Castilla-La Mancha. El término municipal cuenta con una población de 629 habitantes (INE 2024).

## Toponimia
El término Lucillos sería el plural del romance lucillo, sepulcro, palabra que se deriva del latín vulgar LOCELLVM, cofrecillo. Según Fernando Jiménez de Gregorio el nombre se toma de Val de Lucillos, 'valle de los sepulcros'. En un documento de Alfonso X aparece escrito como Luçiellos.

## Geografía
El municipio se encuentra situado «en terreno llano pero elevado». Pertenece a la comarca de Torrijos y linda con los términos municipales de Cardiel de los Montes al norte, Los Cerralbos e Illán de Vacas al este, Cebolla y Montearagón y Cazalegas y Castillo de Bayuela al oeste, todos de Toledo.
Su clima es continental suavizado por el entorno del valle del Tajo. Sus tierras se componen de monte bajo y cultivos. Por el antiguo despoblado de Brujel circula un arroyo, seco en la mayor parte del año.

## Historia
Lucillos dependía administrativamente de Talavera de la Reina como aldea de su Tierra. En 1369, cuando Talavera pasa a depender del señorío de los arzobispos de Toledo, la aldea de Lucillos sigue igual suerte.
En 1521 se le exige al municipio tres hombres que puedan venir a defender la ciudad de Talavera ante el posible levantamiento de los Comuneros. Este número hace suponer que el censo del pueblo en aquellos años era pequeño.
Según aparece en el Catastro de Ensenada, la aldea de Lucillos se otorga en 1752 al cardenal Luis María de Borbón.
A mediados del siglo XIX tenía 180 casas y el presupuesto municipal ascendía a 4000 reales de los cuales 2000 eran para pagar al secretario. La población censada era de 678 habitantes. La localidad aparece descrita en el décimo volumen del Diccionario geográfico-estadístico-histórico de España y sus posesiones de Ultramar de Pascual Madoz de la siguiente manera:

LUCILLOS: l. con ayunt. en la prov. y dióc. de Toledo (9 leg.), part. jud. de Talavera de la Reina (3), aud. terr. de Madrid (16), c. g. de Castilla la Nueva. sit. en terreno llano, pero elevado; es de clima frio, reinan los vientos E. y O., y se padecen tercianas: tiene 180 casas, la de ayunt.. que también sirve de cárcel; escuela de primeras letras dotada con 1,100 rs. de los fondos públicos, á la que asisten 50 niños y 24 niñas, é igl. parr. dedicada á la Asuncion de Ntra. Sra. con curato de 1.er ascenso y provision ordinaria: se surte de aguas potables en 2 fuentes á las inmediaciones. Confina el térm. por N. con el desp. de Crespos; E. Cerralvo; S. Montearagon y Cebolla, y O. desp. de Villanueva del Horcajo (térm. de Talavera), á dist. de 1/2 leg. próximamente por todos los puntos y comprende el desp. de Brujel, por el cual cruza un arroyo y un monte bajo de encina. El terreno es de mediana calidad. Los caminos vecinales á los pueblos inmediatos. El correo se recibe en Cebolla por los mismos interesados. prod.: trigo, cebada, centeno, vino y aceite; se mantiene ganado lanar y se cria abundante caza menor, y tencas y anguilas en el arroyo citado. ind.: 2 molinos de aceite. pobl.: 180 vec., 678 almas. cap. prod.: 979,796 rs. imp.: 27,294 rs. contr.: segun el cálculo oficial de la prov. 74'48 por 100. presupuesto municipal 4,000, del que se pagan 2,000 al secretario por su dotacion y se cubre con algunos escasos productos de propios y repartimiento vecinal.
(Madoz, 1847, p. 420)

## Demografía
Cuenta con una población de 629 habitantes (INE 2024).
| Gráfica de evolución demográfica de Lucillos entre 1842 y 2021                                                        |
| |
| Población de derecho según los censos de población del INE. Población de hecho según los censos de población del INE. |

Durante el siglo XX Lucillos sufrió un progresivo despoblamiento debido a la gran emigración de su población hacia Talavera de la Reina y Madrid. En la siguiente tabla se muestra la evolución del número de habitantes entre 1996 y 2006 según datos del INE.
| 515                       | 512 | 511 | 499 | 485 | 499 | 477 | 481 | 498 | 508 |
| (Fuente: INE [Consultar]) |     |     |     |     |     |     |     |     |     |

NOTA: La cifra de 1996 está referida a 1 de mayo y el resto a 1 de enero.

## Símbolos
El escudo heráldico y la bandera que representan al municipio fueron aprobados oficialmente el 8 de julio de 2004. El escudo se blasona de la siguiente manera:

Escudo partido y entado en punta; Uno de gules una cruz de plata. Dos de Azur jarrón con azucenas de plata. Entado de plata con racimo de uvas de sinople. Al timbre corona real cerrada.
Diario Oficial de Castilla-La Mancha nº 130 de 21 de julio de 2004

La descripción textual de la bandera es la siguiente:

Bandera rectangular, de proporciones 2:3 formada por paño blanco con bordura partida, roja al asta y azul al batiente, en caso de llevar Escudo irá en el centro de la misma.
Diario Oficial de Castilla-La Mancha nº 130 de 21 de julio de 2004

## Administración
| Periodo   | Nombre                       | Partido       |
| --------- | ---------------------------- | ------------- |
| 1979-1983 | Manuel López Sánchez         | Independiente |
| 1983-1987 | Apolonio Díaz Muñoz          | PSOE          |
| 1987-1991 | Apolonio Díaz Muñoz          | PSOE          |
| 1991-1995 | Apolonio Díaz Muñoz          | PSOE          |
| 1995-1999 | Apolonio Díaz Muñoz          | PSOE          |
| 1999-2003 | Apolonio Díaz Muñoz          | PSOE          |

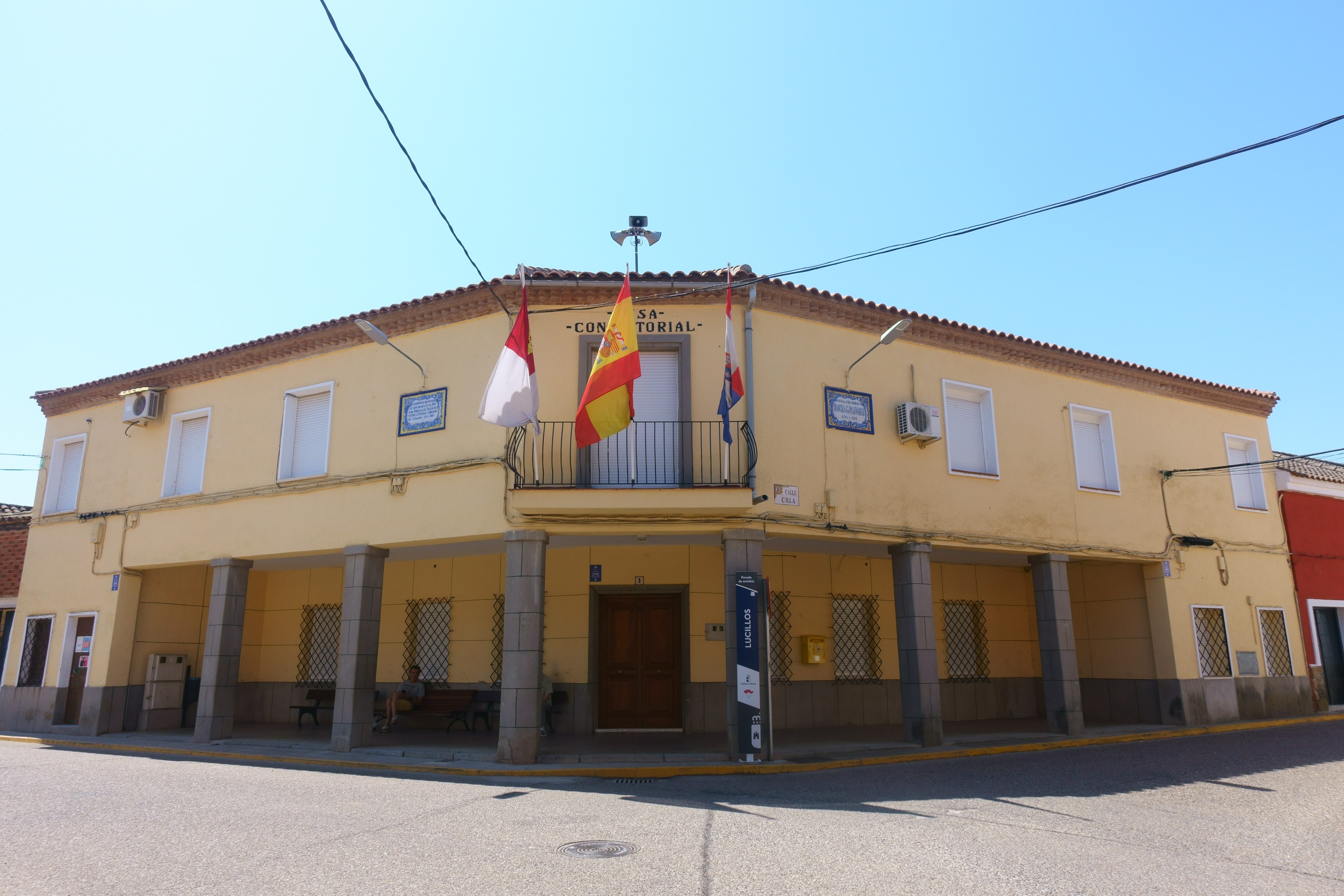
Casa consistorial

| 2003-2007 | José Julián Herrera Gómez    | PSOE          |
| 2007-2011 | Saturnino de la Llave Garcia | PP            |
| 2011-2015 | José Julián Herrera Gómez    | PSOE          |
| 2015-2019 | José Julián Herrera Gómez    | PSOE          |
| 2019-2023 | Jesús Gómez Muñoz            | PP            |
| 2023-act. | Virginia Tragacete Rosado    | PP            |

## Patrimonio

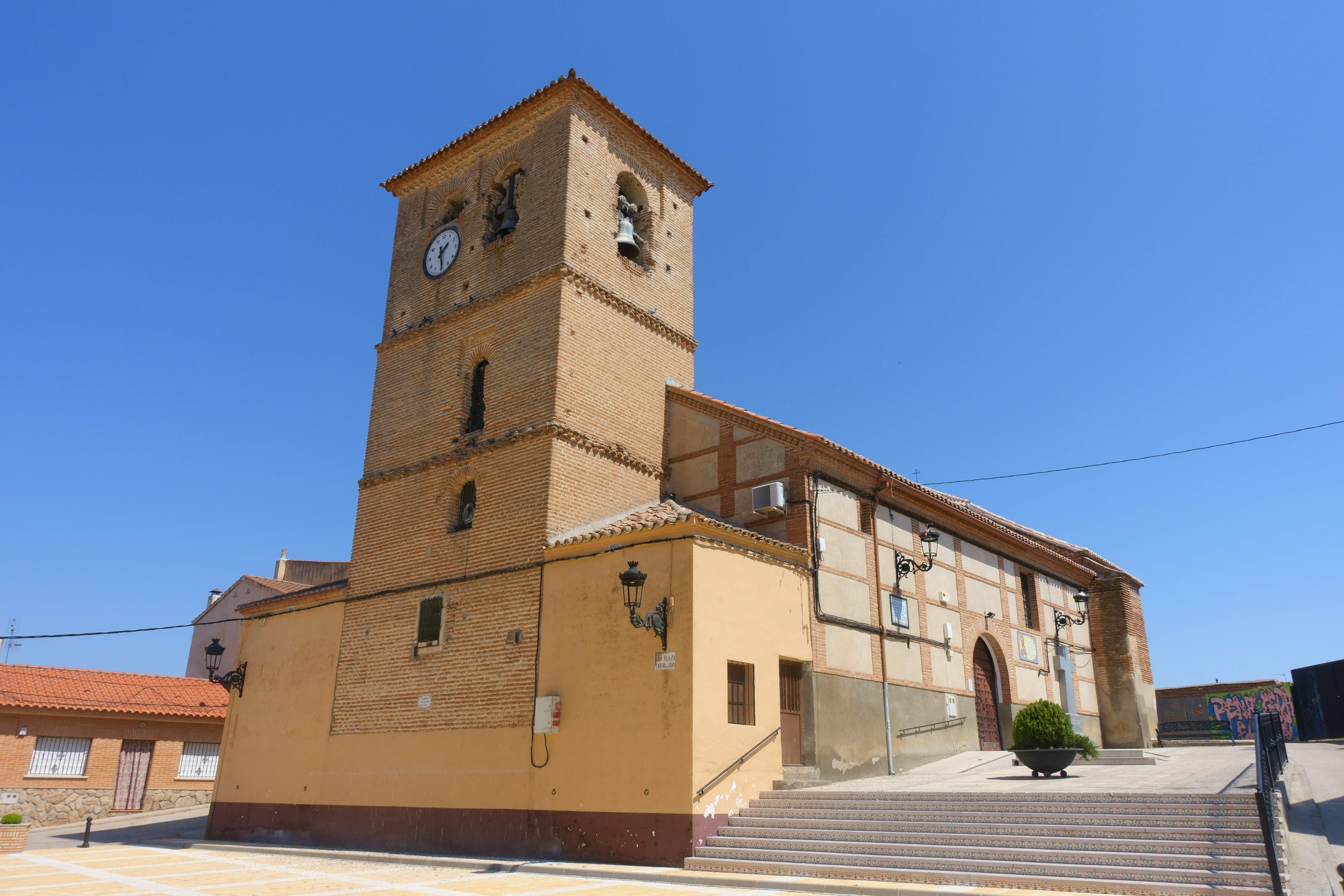
Iglesia de Nuestra Señora de la Asunción

- Iglesia parroquial de  la Asunción de Nuestra Señora.[4] En el exterior sobresale una sencilla torre de ladrillo de época mudéjar. En su interior, destaca el retablo del siglo XVI, de autor desconocido pero de la escuela castellana (toledana). Compuesto por 3 cuerpos. Los dos primeros se dividen en 5 calles desiguales y el tercero en 3. El cuerpo inferior descansa sobre un banco o pedrela decorado con Santos Apóstoles en el lado del Evangelio y, en el otro, las Virtudes Teologales en la parte central de la predela  y las Virtudes Morales alrededor. Los laterales del primer y segundo cuerpo contienen 4 pinturas de santos (sin identificar, aunque haya algunas suposiciones): un Santo Pontífice, un Santo Obispo, un Santo Benedictino y un Santo con ropas clásicas. En el cuerpo inferior encontramos también un tabernáculo barroco en el centro y a cada lado del mismo: una tabla con la escena de la Anunciación a la Virgen y otra con la Adoración de los Pastores. En el segundo cuerpo se sitúa la imagen a quien se encomienda esta iglesia, Nuestra Sra. de la Asunción, rodeada por unos pequeños angelitos. Se trata de una talla en madera, dorada y policromada. Las otras tablas muestran dos momentos de la Pasión de Cristo: Camino del Calvario y Lamentación a los pies de la Cruz. El tercer cuerpo tiene una calle central con una imagen de Santiago Matamoros y, en los laterales, unos relieves emparejando a los Evangelistas.

## Fiestas
- 17 de enero: San Antón
- 2 de febrero: Virgen de la Candelaria
- 19 de marzo: San José
- Semana Santa
- 15 de mayo: San Isidro Labrador
- 13 de junio: San Antonio de Padua
- 10 de julio: San Cristóbal
- 14 de septiembre: Cristo de la Toza
- 11 de julio: San Benito, verdadero patrón del pueblo aunque su festividad dejó de celebrarse y en la actualidad pretende recuperarse.